# 周殷
周殷，楚漢戰爭人物，是西楚大司馬，駐軍九江。
漢劉邦毀鴻溝之約，攻擊楚兵，在陽夏固陵擊敗楚軍，項羽退至陈县。
前203年，漢軍將領英布、劉賈勸誘周殷，周殷降漢，於是周殷與英布、劉賈北伐，取壽春、城父（今安徽亳州），又在城父屠城，在陳下之戰劉邦打敗項羽後， 加入垓下之圍，攻擊項羽。漢朝成立之後，事蹟不詳。